# HD167095
HD167095 — хімічно пекулярна зоря спектрального класу B9, що має видиму зоряну величину в смузі V приблизно  7,1.
Вона  розташована на відстані близько 1510,0 світлових років від Сонця.

## Пекулярний хімічний склад
Зоряна атмосфера HD167095 має підвищений вміст 
Si
.